# Ulrike Holmer
Ulrike Holmer (n. 6 octombrie 1967, Mallersdorf-Pfaffenberg, Bavaria, Germania) este o trăgătoare de tir ce a reprezentat Germania, medaliată olimpică. A participat la o ediție a Jocurilor Olimpice (1984) în care a câștigat o medalie de argint.